# Kim Yeun-ja
Kim Yeun-ja (ur. 10 lutego 1943) – północnokoreańska siatkarka, medalistka igrzysk olimpijskich i mistrzostw świata.
Wraz z reprezentacją Korei Północnej zajęła 3. miejsce na mistrzostwach świata 1970 rozgrywanych w Bułgarii. Wystąpiła na letnich igrzyskach olimpijskich 1972 w Monachium, podczas których zagrała we wszystkich 5 spotkaniach, w tym w zwycięskim pojedynku o brązowy medal z Koreą Południową.